# Andros (Bahamas)
Andros ist mit 5957 km² die größte Inselgruppe der Bahamas. Sie ist 167 km lang und an der breitesten Stelle 64 km breit. Andros hat das drittgrößte Barriere-Riff der Welt, es ist über 225 km lang.
Die ausgedehntesten Inseln der Gruppe sind North Andros (3439 km², sechstgrößte Insel der Karibik), South Andros (1447 km²) und Mangrove Cay. Andros, dessen Hauptinseln sehr nahe aneinander liegen, wird auch häufig als einzelne Insel angeführt.

## Geschichte
Die Spanier landeten 1550 auf der Suche nach Sklaven auf Andros und haben dabei die einheimische Bevölkerung der Lucayer, eines Stammes der Arawak-Indianer, durch Gewalttaten und Krankheiten ausgelöscht. Die Inselgruppe erhielt von den Spaniern den Namen Espíritu Santo (Insel des heiligen Geistes), aber wurde auf einer Karte von 1782 auch als San-Andreas-Insel bezeichnet. Der heutige Name soll auf Sir Edmund Andros zurückgehen, der 1672 Kommandant der königlich britischen Streitkräfte auf Barbados war und im folgenden Gouverneur von New York, Neu England, Virginia, Maryland und Guernsey war.
Es ist auch möglich, dass Andros seinen Namen nach den Einwohnern von San Andrés an der Moskito-Küste erhalten haben könnte, da sich 1400 von ihnen im Jahr 1787 auf Andros niedergelassen haben.
Während des 17. Jahrhunderts wurde die Insel von Piraten besetzt, bevor die Bahamas 1717 britische Kolonie wurden. Im späten 18. Jahrhundert ließen sich britische Loyalisten nach dem amerikanischen Unabhängigkeitskrieg auf Andros nieder und brachten Sklaven mit dorthin.
Nachdem das britische Empire 1807 die Sklaverei verboten hatte, ließen sich immer mehr entflohene Sklaven aus den Vereinigten Staaten auf der Insel nieder. 1823 flohen etliche Schwarze Seminolen nach dem 2. Seminolenkriege auf die Insel.

## Bevölkerung
Die Bevölkerung von Andros beträgt rund 7000 Einwohner, wovon der überwiegende Teil Nachkommen afrikanischer Sklaven sind. Die Inselgruppe hat die geringste Bevölkerungsdichte aller Bahamas-Inseln. Die meisten Bewohner leben an der Ostküste der Insel in drei größeren Orten: Nicholls Town, Congo Town, und Andros Town.

## Natur

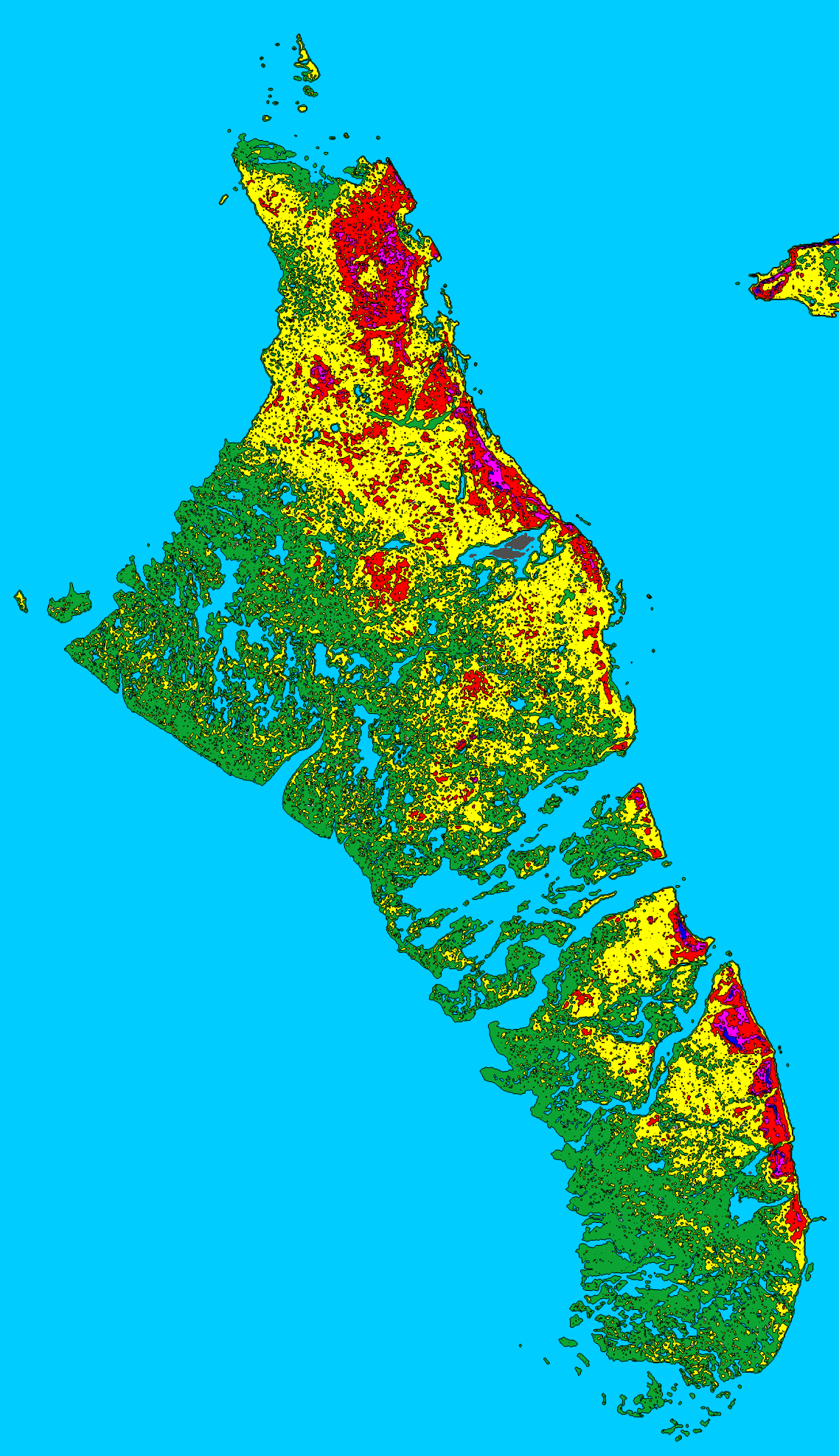
Topographische Karte der Andros Insel.
Grün: 0–15 ft (0,0–4,6 m)
Gelb: 15–30 ft (4,6–9,1 m)
Rot: 30–45 ft (9,1–13,7 m)
Violett: 45–60 ft (13,7–18,3 m)
Dunkelblau: >60 ft (>18,3 m)

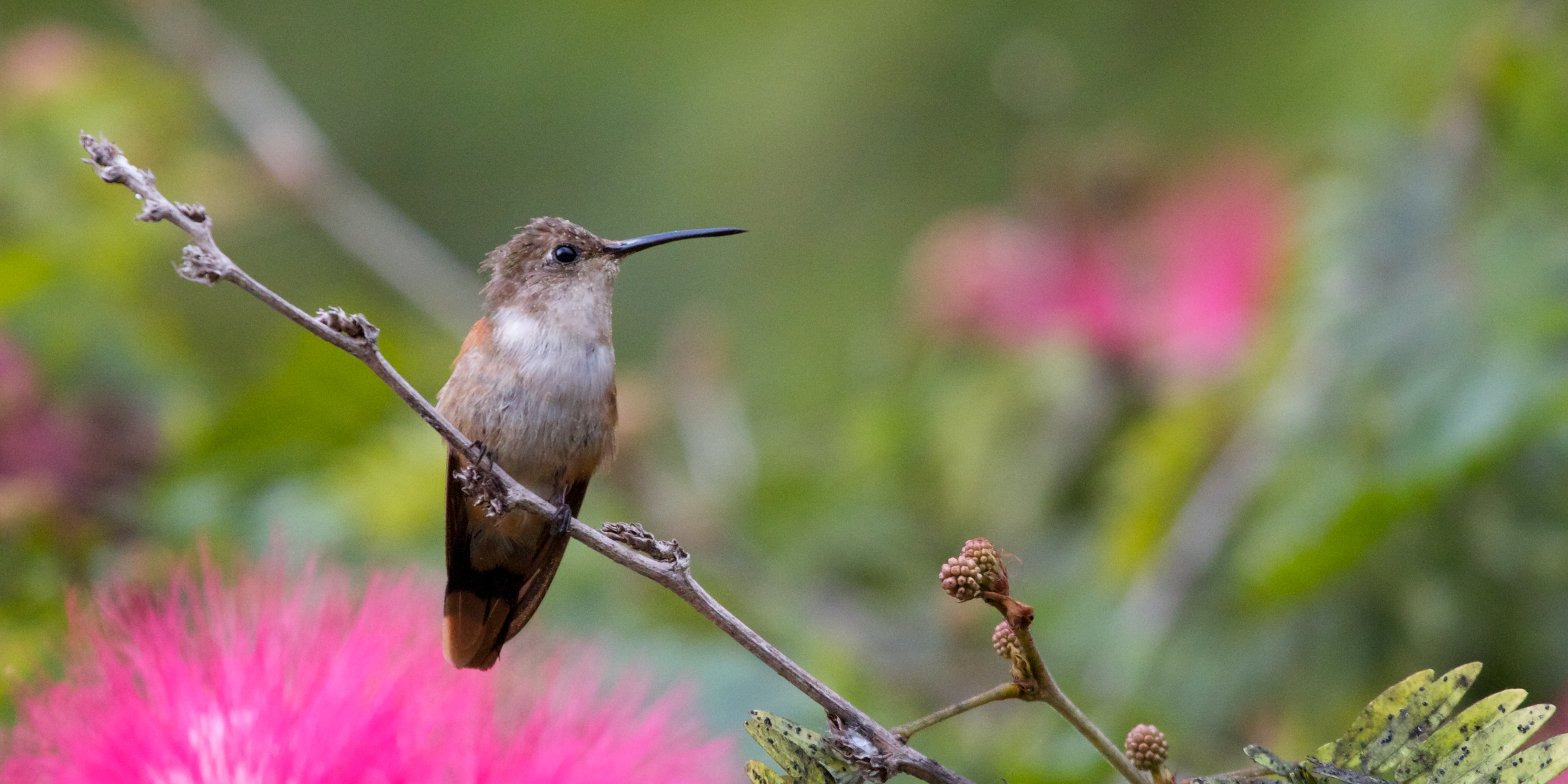
Bahamasternkolibri

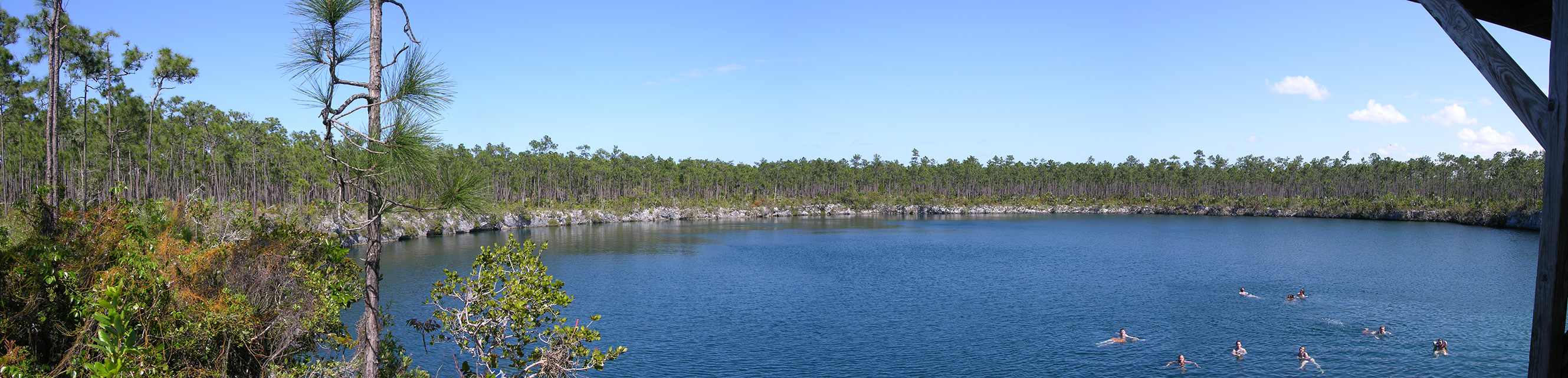
Blue Hole

Andros ist von großer landschaftlicher Schönheit. Östlich vor der Inselgruppe liegt das mit 225 km Länge zweitgrößte Riff der nördlichen Hemisphäre und das drittgrößte weltweit. Das Riff liegt im Durchschnitt vier Meter unter der Wasseroberfläche.
Das Land ist weitgehend flach, liegt im Osten aber etwas höher als im Westen.
Auf Andros gibt es über 104 km² Monsunwald und Sumpfland, das von mehr als 50 Orchideenarten besiedelt wird. Andros besteht aus zahlreichen Inseln, die durch dieses Sumpfland verbunden sind. In den höher gelegenen und trockeneren Gebieten gedeiht die Karibische Kiefer. Zweihundert Vogelarten sind auf der Insel heimisch. Andros soll auch die Heimat der Chickcharnies sein, die von manchen für eine ausgestorbene Spezies von flügellosen Eulen gehalten werden, wahrscheinlicher handelt es sich dabei jedoch nur um ein Fabeltier.
Anders als auf den meisten Bahamas-Inseln ist das Innere der Insel weitgehend von Tourismusbauten verschont geblieben und hat sich einen Großteil seiner landschaftlichen Schönheit bewahrt. Ein Großteil des flachen Südwestens der Inselgruppe wurde 2002 zum Nationalpark erklärt.
Andros verfügt über große Mengen an Süßwasser, von denen fast 20 Millionen Liter täglich nach Nassau verschifft werden. Auf Andros gibt es zahlreiche Quellen, die aus unterirdischen Höhlen und wasserführenden Gesteinsschichten, in denen sich im Landesinneren das Regenwasser sammelt, gespeist werden. Zahlreiche Höhlen sind eingebrochen und stellen nun Blue Holes dar.
Andros wird im Durchschnitt alle zweieinhalb Jahre von einem Hurrikan heimgesucht.

## Wirtschaft
Androsia, die regionale Mode der Einwohner der Bahamas, die üblicherweise in sehr hellen und starken Farben gehalten ist, wird auf Andros hergestellt. Andros ist auch der Sitz der Bahama Lumber Company, die die ganzen Bahamas mit Bauholz versorgt.
Die Inselgruppe zieht jährlich tausende Besucher an. Angler kommen aus der ganzen Welt, um vor Andros zu fischen. Die den Inseln vorgelagerten Flats (Flachwasserzonen, zum Teil nur knietief) gelten unter Fliegenfischern als allererste Wahl für die Fischerei auf Grätenfische (Albula vulpes). Taucher besuchen Andros, um Tauchgänge am Riff mit all seinen Korallen-Formationen und Meerestieren zu unternehmen. Es gibt viele Urlaubsorte und Hotels auf Andros.